# Арен, Рейно Йоханнесович
Ре́йно Йоха́ннесович А́рен (эст. Rein Aren, Reino Aren; 25 декабря 1927, Тарту — 16 мая 1990, Таллин) — советский актёр, хоккеист. Народный артист Эстонской ССР (1982).

## Биография
Родился в городе Тарту в семье работника железной дороги и воспитательницы детского сада. В семье  было ещё двое детей — дочь Эда и сын Вайно. В молодости играл в хоккей с шайбой, выступал за «Динамо» (Тарту) в первенстве Эстонской ССР и за «Динамо» (Таллин) в чемпионатах СССР (1947/48, 1948/49).
В первые послевоенные годы был актёром театра «Ванемуйне» (Тарту). В 1951 году окончил ГИТИС имени А. В. Луначарского. В 1951–1972 и 1979–1990 годах — актёр Эстонского академического театра драмы имени В. Э. Кингисеппа, в 1973–1979 годах — актёр Русского театра Эстонской ССР.
Скончался 16 мая 1990 года. Похоронен в Таллине на кладбище Метсакальмисту.
Был женат (Елена Блинова, училась там же, где и Рейно). В браке родился сын Виктор, который работал на телевидении. У актера две внучки.

## Фильмография
| Год  |     | Русское название                     | Оригинальное название                         | Роль                                                        |
| ---- | --- | ------------------------------------ | --------------------------------------------- | ----------------------------------------------------------- |
| 1955 | ф   | Яхты в море                          | Jahid merel                                   | Юхан Каск                                                   |
| 1957 | ф   | На повороте                          | Pöördel                                       | Арно                                                        |
| 1959 | ф   | Незваные гости                       | Kutsumata külalised                           | Эрнст Лыхмус                                                |
| 1959 | ф   | Озорные повороты                     | эст. Vallatud kurvid                          | Райво, гонщик (Рауль — 1961)                                |
| 1962 | ф   | Под одной крышей                     | эст. Ühe katuse all                           | Пээтер Арро                                                 |
| 1963 | ф   | Укротители велосипедов               | эст. Jalgrattataltsutajad                     | Карл Глейзер, чемпион                                       |
| 1964 | ф   | Гамлет                               | Гамлет                                        | Второй актёр                                                |
| 1966 | ф   | Что случилось с Андресом Лапетеусом? | эст. Mis juhtus Andres Lapeteusega?           | Виктор Хаавик                                               |
| 1970 | ф   | Берег ветров                         | эст. Tuuline rand                             | Виллем                                                      |
| 1970 | ф   | Красная палатка                      | итал. La tenda rossa, англ. The Red Tent      | Карл Эгги                                                   |
| 1970 | ф   | Чёрное солнце                        | Чёрное солнце                                 | Фредди Африка, военный                                      |
| 1971 | ф   | Дикий капитан                        | эст. Metskapten                               | Кларнет                                                     |
| 1971 | ф   | Горячие тропы                        | Горячие тропы                                 | Гецке                                                       |
| 1971 | ф   | Мировой парень                       | Мировой парень                                | Ральф Хонер, западногерманский гонщик                       |
| 1974 | ф   | Опасные игры                         | эст. Ohtlikud mängud                          | отец «Старика»                                              |
| 1975 | мтф | Вариант «Омега»                      | Вариант «Омега»                               | дядя Петер, сотрудник городской управы, советский разведчик |
| 1976 | ф   | Школа господина Мауруса              | эст. Indrek                                   | Слопашев                                                    |
| 1979 | ф   | Пираты XX века                       | Пираты XX века                                | капитан пиратов                                             |
| 1980 | ф   | А потом оглянулся…                   | эст. Pulmapilt                                | Антс                                                        |
| 1981 | ф   | Суровое море                         | эст. Karge meri                               | Яак Нийлус                                                  |
| 1982 | ф   | Коррида                              | Оригинальное название неизвестно              | Освальд Расс                                                |
| 1982 | мтф | Россия молодая                       | Россия молодая                                | Снивин                                                      |
| 1984 | ф   | Во времена волчьих законов           | эст. Hundiseaduse aegu                        | Воотеле                                                     |
| 1985 | ф   | Серебряная пряжа Каролины            | эст. Karoliine hõbelõng                       |                                                             |
| 1989 | мтф | Вход в лабиринт                      | Вход в лабиринт                               | книгоиздатель Фробен                                        |
| 1989 | ф   | Регина                               | эст. Regina                                   | отец Антса                                                  |
| 1990 | ф   | Друзья, товарищи                     | фин. Ystävät, toverit англ. Friends, Comrades | эст. Igumeni                                                |